# Hans Moser (ator)
Hans Moser (Viena, Áustria–Hungria, 6 de agosto de 1880 — Viena, Áustria, 19 de junho de 1964) foi um ator austríaco, que durante sua carreira, na década de 1920 até sua morte, atuou principalmente em filmes de comédia.

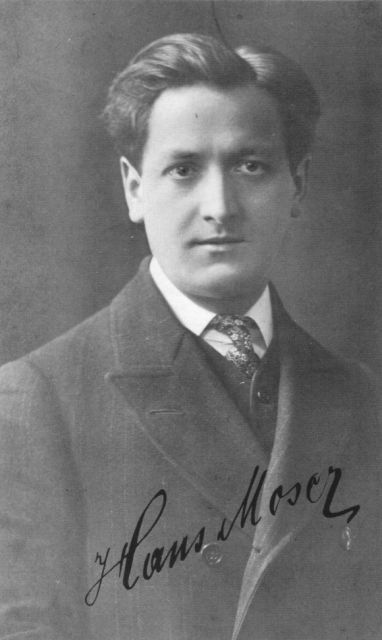
Moser em 1902

## Filmografia (selecionada)
- The Tales of Hoffmann (1923)
- The City Without Jews (1924)
- Red Heels (1925)
- Grandstand for General Staff (1926)
- Madame Dares an Escapade (1927)
- The Family without Morals (1927)
- Darling of the Gods (1930)
- Money on the Street (1930)
- Marriage with Limited Liability (1931)
- No Money Needed (1932)
- Madame Wants No Children (1933)
- Gently My Songs Entreat (1933)
- The Young Baron Neuhaus (1934)
- Spring Parade (1934)
- Polish Blood (1934)
- The Secret of Cavelli (1934)
- Frasquita (1934)
- The Schimeck Family (1935)
- Suburban Cabaret (1935)
- Winter Night's Dream (1935)
- The World's in Love (1935)
- Heaven on Earth (1935)
- Circus Saran (1935)
- Last Stop (1935)
- A Hoax (1936)
- Das Gäßchen zum Paradies [de] (1936)
- Hannerl and Her Lovers (1936)
- Ungeküsst soll man nicht schlafen gehn (1936)
- Fräulein Veronika (1936)
- Court Theatre (1936)
- Der Mann, von dem man spricht [de] (1937)
- Mother Song (1937)
- My Son the Minister (1937)
- Little County Court (1938)
- The Scoundrel (1939)
- Anton the Last (1939)
- Opera Ball (1939)
- The Unfaithful Eckehart (1940)
- My Daughter Lives in Vienna (1940)
- Vienna Tales (1940)
- Roses in Tyrol (1940)
- Love is Duty Free (1941)
- Vienna Blood (1942)
- Black on White (1943)
- Abenteuer im Grand Hotel (1943)
- Carnival of Love (1943)
- Mask in Blue (1943)
- Schrammeln (1944)
- Viennese Girls (1945, relançado em1949)
- Renee XIV (1946, incompleto)
- Der Hofrat Geiger (1947)
- The Singing House (1948)
- Jetzt schlägt's 13 [de] (1950)
- Kissing Is No Sin (1950)
- Theodore the Goalkeeper (1950)
- Hello Porter (1952)
- Shame on You, Brigitte! (1952)
- Rose of the Mountain (1952)
- Hello Porter (1952)
- Dutch Girl (1953)
- To Be Without Worries (1953)
- The Uncle from America (1953)
- The Three from the Filling Station (1955)
- The Congress Dances (1955)
- Yes, Yes, Love in Tyrol (1955)
- As Long as the Roses Bloom (1956)
- Opera Ball (1956)
- My Aunt, Your Aunt (1956)
- Emperor's Ball (1956)
- And Who Is Kissing Me? (1956)
- The Twins from Zillertal (1957)
- Hello Taxi (1958)
- Geschichten aus dem Wienerwald (peça de TV, 1961, baseada na peça Tales from the Vienna Woods de Ödön von Horvath)
- Mariandl (1961)
- Die Fledermaus (1962, interpretando o papel não-cantor de Frosch, o carcereiro bêbado)
- Leutnant Gustl [de] (1963, filme para TV)